# مسطحات العنق
مسطحات العنق (الاسم العلمي: Deroplatyinae)، هي أسرة من الحشرات تتبع فصيلة السراعيف المصلية ضمن رتبة فرس النبي. تحتوي على جنسان.